# Cropalati
Cropalati är en ort och kommun i provinsen Cosenza i regionen Kalabrien i Italien. Kommunen hade 1 065 invånare (2018).